# Аширбаева, Сабина Жаснуровна
Сабина Аширбаева (каз. Сабина Әшірбаева; род. 5 ноября 1998, Шымкент, Казахстан) — казахстанская спортсменка, многократная чемпионка Казахстана, призерка Чемпионата Азии по художественной гимнастике, а также бронзовая призерка Азиатских игр. Мастер спорта РК, Мастер спорта международного класса РК, мастер Мирового класса FIG.Участница Олимпийских игр Рио 2016..

## Достижения
- Азиатские игры 2014 — бронза (команда);
- Чемпионат Азии 2015 — бронза (команда, мяч и булавы);
- Чемпионат Азии 2016 — бронза (многоборье), серебро (обруч), серебро (лента), бронза (булавы);
- Кубок Мира Берлин 2017 - серебро ( мяч).
- МТ "Miss Valentine 2017" - золото (булавы), серебро (лента);
- МТ "Miss Valentine 2013" - серебро (булавы, мяч).
- МТ "Happy caravan 2012" - бронза (команда, мяч, лента).
- МТ "на призы Алии Юсуповой" 2017 - серебро;
- МТ "на призы Алии Юсуповой"

2013 - золото, 2012 - серебро;
- МТ Luxembuorg Cup 2015 — золото (булавы и лента), серебро (многоборье, мяч);
- Тестовый турнир Рио 2016 — серебро (многоборье). Завоевала лицензию на ОИ 2016[2].
- Чемпионат Республики Казахстан 2016 - золото, 2015 - серебро (многоборье, обруч, булавы), золото ( мяч, лента);
- Чемпионат Республики Казахстан 2015 - серебро (многоборье, мяч, лента), золото - (обруч, булавы);
- Спартакиада школьников 2014 - золото (обруч, булавы), серебро (многоборье, мяч, лента).